# ضمان (قانون دولي)

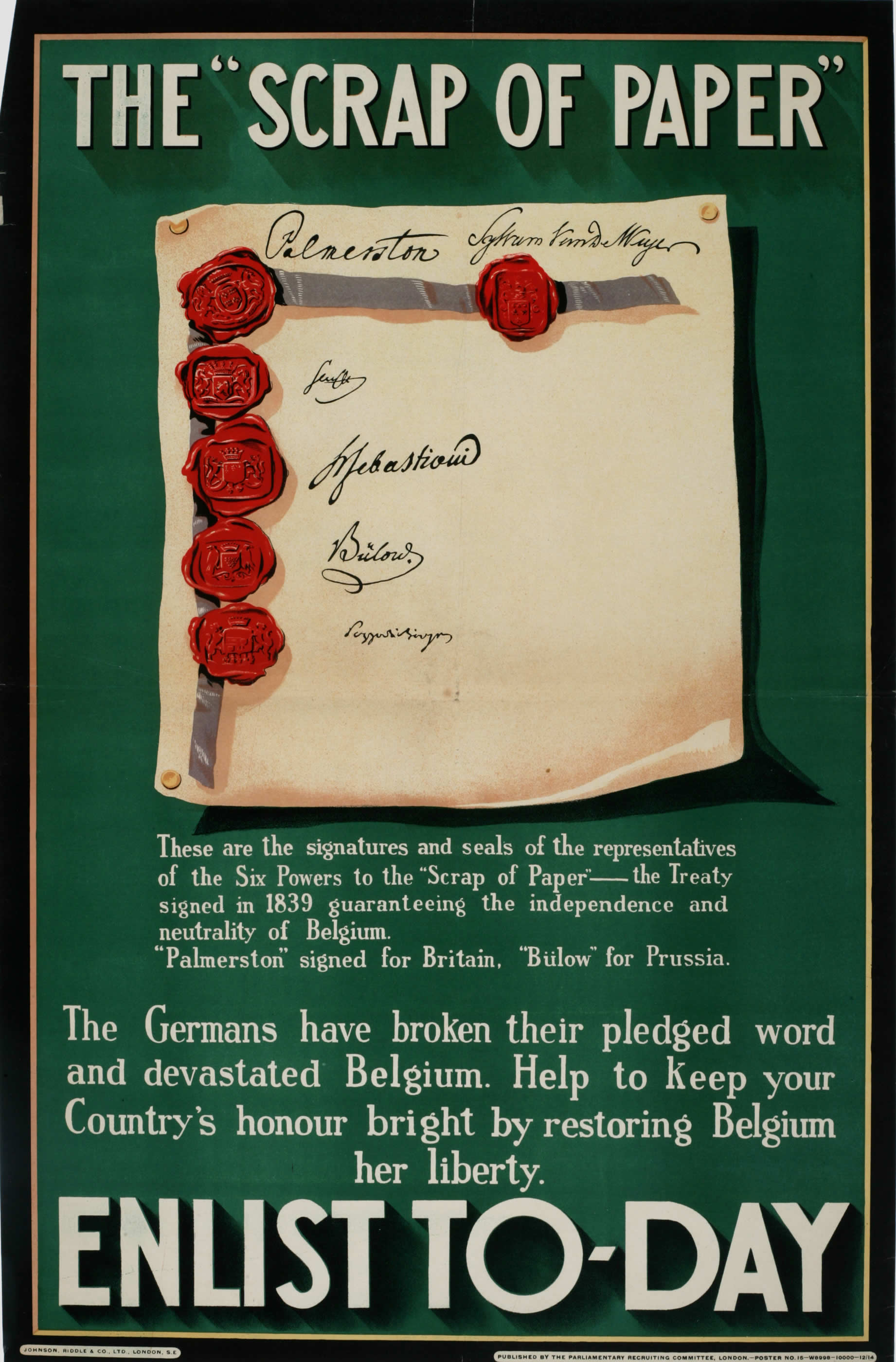
ملصق دعائي بريطاني للحرب العالمية الأولى، يتعلق بضمان الحياد البلجيكي

يضمن الضمان وفاء دولة بالتزاماتها الدولية، وذلك بوعدها بمساعدة دولة أخرى على الوفاء بالتزاماتها عند عرقلة طرف ثالث لها.
في السابق، كانت هناك طرق أخرى لضمان الوفاء بالالتزامات الدولية، مثل القسم أو استقبال الرهائن، وكانت تسمى أيضًا بالضمانات.
ومن الأمثلة على هذا الالتزام الحياد. على سبيل المثال، قبل الحرب العالمية الأولى، كُفل حياد سويسرا وبلجيكا ولوكسمبورغ. 